# 吉田恵美可
吉田 恵美可（よしだ えみか、1985年12月10日 - ）は、日本の陸上競技選手。専門はやり投。2007年大阪世界陸上選手権日本代表。奈良県橿原市出身。奈良県立添上高等学校卒業。現姓は惠濃。

## 来歴
2003年、全国高等学校総合体育大会陸上競技大会（長崎インターハイ）に出場。53m72を投げ、日本ジュニア新記録、日本高校新記録を樹立して優勝した。静岡国体でも少年女子共通を制した。
2004年、京都産業大学法学部に入学。
2007年、日本選手権で57m19をスローし、海老原有希らを抑えて初優勝。大阪世界選手権代表に選出された。 
現在は大阪成蹊大学女子陸上競技部のコーチを務めている。

## 主な受賞歴
- 京都府スポーツ賞優秀賞（2004年）